# Сабанаки
Сабанаки (сибирскотат. 
Кеце Юршак, Сабанак) — деревня в Тюменской области Тобольского района находится недалеко озера Саускановское, входит в состав Ворогушинского сельского поселения.

## История
Название получила в честь крупного землевладельца Кульмаметева Авазбакаия Сабанка 1703 году.

## Организация
- Мечеть с воскресной школой[2].

## Население
| 2010 |
| ---- |
| 158  |